# Tomaž Ahačič
Tomaž Ahačič - Fogl, slovenski glasbenik; * 11. november 1969, Kranj, † 29. avgust 2016, Tržič.
Tomaž je bil pevec. Svojo pevsko kariero je začel pri 22. letih pri skupini Abrakadabra. Z njo je sodeloval 9 let in izdali so kaseto z naslovom Abrakadabra. V nadaljevanju svoje pevske kariere je do leta 2014 pel v skupini Yuhubanda. 
Leta 2001 je Yuhubanda s skladbo Bum bum zmagala na Melodijah morja in sonca. V letu 2004 je prav tako s skupino Yuhubanda nastopil na Emi, kjer je predstavil skladbo Če zdaj odideš sama, leto pozneje pa je slavil na Slovenski popevki s pesmijo Če je to slovo, ki jo je zapel v duetu s Katjo Koren, skladba je prejela nagrado občinstva za najboljšo popevko. Zaslovel pa je tudi kot odličen in vsestranski imitator v oddaji Znan obraz ima svoj glas. Najbolj je navdušil v vlogi Majde Sepe (Med iskrenimi ljudmi) in italijanskega opernega pevca Luciana Pavarottija.
Po hudi bolezni je umrl v svojem 47. letu. 